# Francuska Park
Francuska Park (również Atal Francuska Park) – osiedle mieszkaniowe w Katowicach, położone w rejonie ulic Francuskiej, Lotnisko i Szybowcowej, w dzielnicy Osiedle Paderewskiego-Muchowiec, w sąsiedztwie muchowieckiego lotniska. Inwestorem osiedla była cieszyńska spółka akcyjna Atal, a w ramach pierwszych pięciu etapów realizowanych w latach 2013–2019 powstało łącznie 881 mieszkań. Osiedle zaprojektował katowicki architekt Wojciech Wojciechowski.

## Historia
W maju 2011 roku spółka Francuska Park z siedzibą w Łaziskach Górnych uzyskała pozwolenie na budowę osiedla mieszkaniowego wielorodzinnego w rejonie ulicy Francuskiej w Katowicach. Inwestor ten założył dziennik budowy i rozpoczął inwestycję, lecz w marcu 2012 roku wycofał się z budowy osiedla bez podania przyczyny tej decyzji.
W maju 2013 roku nowym inwestorem osiedla została cieszyńska spółka akcyjna Atal. Firma ta kupiła wówczas grunt przy ulicy Francuskiej wraz z projektem budowlanym architekta Wojciecha Wojciechowskiego, a także przeniesiono na tę firmę pozwolenie na budowę. Jeszcze tego samego miesiąca nowy inwestor rozpoczął realizację osiedla Francuska Park. Wówczas przewidziano do realizacji 9 budynków w ramach trzech etapów realizacji, z czego w I etapie 3 budynki, po czym w późniejszym okresie zwiększono ich liczbę do dwunastu z łącznie 881 mieszkaniami.
12 września 2013 roku oficjalnie ruszyła sprzedaż mieszkań na nowo powstającym osiedlu w ramach I etapu. Wówczas na placu budowy zebrali się m.in. prezes spółki Atal Zbigniew Juroszek, wiceprezydent Katowic Marcin Krupa i architekt Wojciech Wojciechowski. Podczas tego wydarzenia zaprezentowano nową inwestycję, a także odbyła się debata na temat potencjału lokalnego rynku nieruchomości i preferencji zakupowych mieszkańców Katowic. W dniu 5 maja 2015 roku I etap osiedla uzyskał pozwolenie na użytkowanie (budynki 1, 2 i 3). Łącznie powstało 235 mieszkań, a do 19 maja 2015 roku 94 z nich znalazło nabywców.
Spółka Atal 23 lutego 2015 roku rozpoczęła sprzedaż mieszkań w ramach II etapu inwestycji, którego planowano wówczas oddać do użytku pod koniec 2015 roku. Pozwolenie na użytkowanie budynków zrealizowanych w ramach II etapu realizacji osiedla (budynki 7, 8 i 9) inwestor uzyskał 23 lutego 2016 roku, a wraz z otrzymaniem pozwolenia inwestor rozpoczął wydawanie mieszkań. Do 15 marca tego samego roku spośród wszystkich lokali I i II etapu 204 z nich było wolnych.
W dniu 25 kwietnia 2016 roku Atal uruchomił sprzedaż mieszkań na III etapie realizacji osiedla Francuska Park. Realizację tego etapu przewidziano wówczas na IV kwartał tego samego roku. 21 grudnia 2016 roku etap ten uzyskał pozwolenie na użytkowanie (budynki 4, 5 i 6).
W połowie czerwca 2016 roku spółka Atal uzyskała pozwolenie na budowę budynku w ramach IV etapu osiedla, zaś 6 września 2016 roku rozpoczęła się sprzedaż mieszkań w ramach tego etapu. W lipcu 2017 roku budynek nr 10 zrealizowany w ramach IV etapu zyskał pozwolenie na użytkowanie.

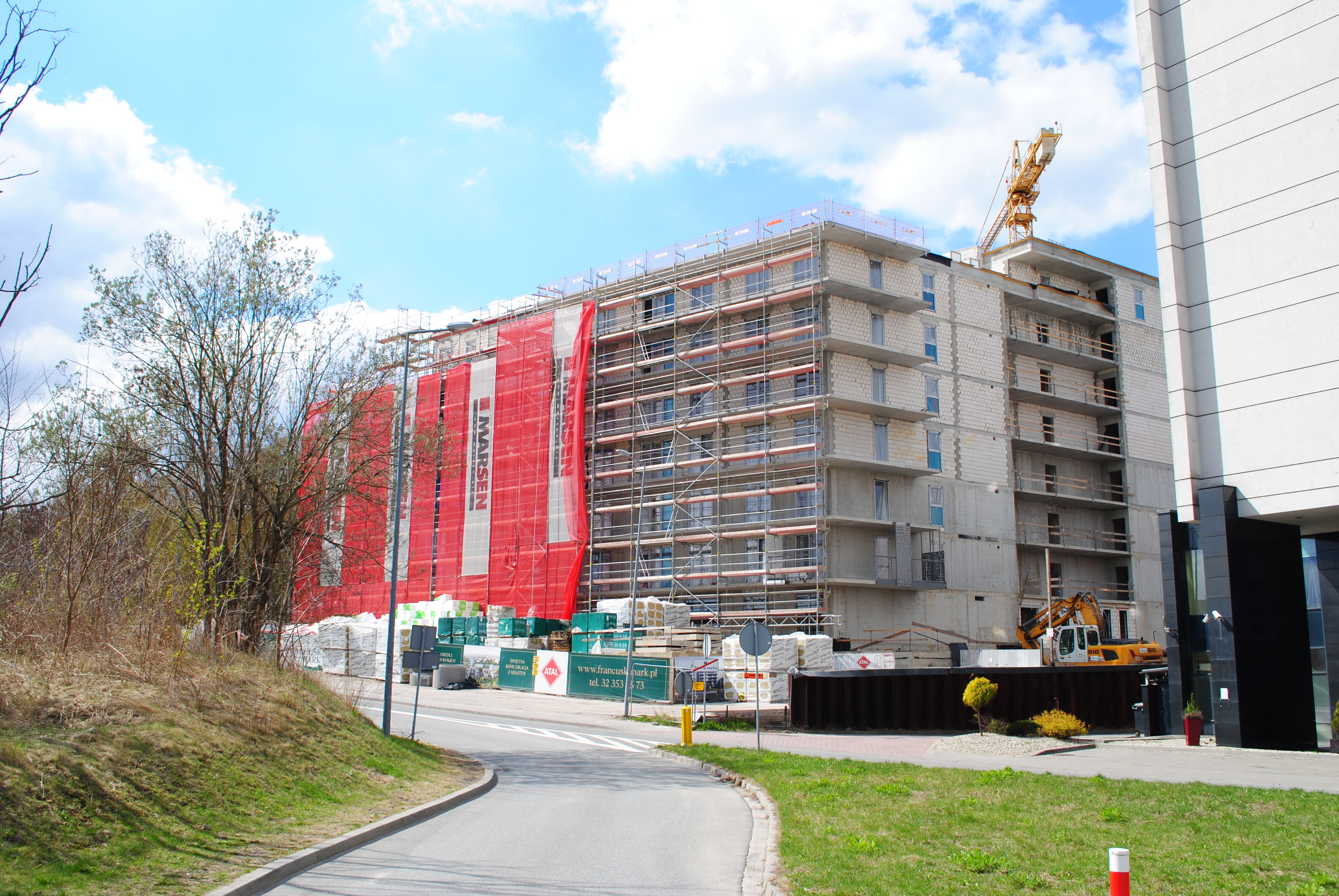
Budynek przy ulicy Szybowcowej w trakcie budowy w kwietniu 2022 roku, realizowany w ramach VI etapu osiedla Francuska Park

W międzyczasie, w 2016 roku zrealizowano nową drogę pomiędzy autostradą A4 a lotniskiem Katowice-Muchowiec, będąca przedłużeniem ulicy Szybowcowej. Droga ta została zrealizowana m.in. także jako alternatywa trasa dla mieszkańców osiedla Francuska Park. Prace budowlane rozpoczęto w lipcu, a ich zakończenie zaplanowano wówczas na koniec października tego samego roku. W marcu 2017 roku miasto Katowice ogłosiło zamiar budowy drogi dla rowerów ciągnącej się wzdłuż ulicy Lotnisko, łącząc ulicę Francuską z ulicą K. Pułaskiego, umożliwiając dojazd rowerem m.in. do osiedla Francuska Park. Drogę tę zrealizowano do początku 2021 roku.
W dniu 18 maja 2017 roku rozpoczęła się sprzedaż mieszkań w ramach V etapie inwestycji. W marcu 2019 roku budynki zrealizowane w ramach etapu V (nr 11 i 12) zyskały pozwolenie na użytkowanie, zaś do lipca tego samego roku niemal wszystkie lokale na osiedlu zostały sprzedane. W ramach pierwszych pięciu etapów osiedla Francuska Park powstało łącznie 881 mieszkań i 15 lokali handlowo-usługowych.
Na początku 2021 roku Atal wprowadził do sprzedaży mieszkania w ramach VI etapu rozbudowy osiedla Francuska Park. Budynek ten zaplanowano w rejonie ulicy Szybowcowej. Zakończenie prac budowanych dla etapu VI osiedla zaplanowano na IV kwartał 2022 roku, a pozwolenie na użytkowanie na I kwartał 2023 roku, zaś zakończenie prac budowanych dla etapu VII osiedla na II kwartał 2023 roku, a pozwolenie na użytkowanie na II kwartał 2024 roku. 
W połowie listopada 2024 roku rozpoczęła się sprzedaż mieszkań dla etapu VIIIA, w ramach którego zaplanowano dwa budynki po 10 kondygnacji, w których zaprojektowano 290 mieszkań.

## Charakterystyka
Francuska Park to wielorodzinne osiedle mieszkaniowe, położone w rejonie ulic Francuskiej, Lotnisko i Szybowcowej Katowicach, w dzielnicy Osiedle Paderewskiego-Muchowiec. Jest ono położone w sąsiedztwie lotniska Katowice-Muchowiec, zaś nieopodal znajduje się Katowicki Parku Leśny, Dolina Trzech Stawów i Centrum Handlowe 3 Stawy.
Osiedle zostało zaprojektowane przez architekta Wojciecha Wojciechowskiego, zaś inwestorem osiedla była cieszyńska spółka akcyjna Atal.
Jest to osiedle ogrodzone, monitorowane i dostosowane do potrzeb osób niepełnosprawnych. Pierwsze pięć etapów osiedla tworzy łącznie 12 budynków o kaskadowym układzie, mających od czterech do ośmiu pięter z kondygnacją podziemną, stanowiskami garażowymi i komórkami lokatorskimi. Budynki te wyposażono w windy osobowe. W ramach pierwszych pięciu etapów powstało łącznie 881 mieszkań, 15 lokali handlowo-usługowych i 977 miejsc garażowych na powierzchni blisko 4,1 ha. Przestrzenie pomiędzy budynkami osiedla wypełniają tereny zielone wraz z miejscami rekreacji oraz placem zabaw.
W ramach pięciu pierwszych etapów osiedla zrealizowano następujące budynki:
| Etap | Liczba budynków | Liczba mieszkań | Powierzchnie mieszkań [m²] | Liczba pokoi | Liczba lokali usługowych | Liczba miejsc na parkingu podz. | Liczba komórek lokatorskich | Uwagi                | Źr.          |
| ---- | --------------- | --------------- | -------------------------- | ------------ | ------------------------ | ------------------------------- | --------------------------- | -------------------- | ------------ |
| I    | 3               | 235             | 30–124                     | 1–6          | 6                        | 266                             | 125                         |                      | [ 1 ]        |
| II   | 3               | 269             | 26–136                     | 1–5          | 0                        | 299                             | bd.                         |                      | [ 1 ]        |
| III  | 3               | 183             | 26–134                     | 1–4          | 3                        | 239                             | bd.                         |                      | [ 1 ]        |
| IV   | 1               | 53              | 41–100                     | bd.          | 6                        | 0                               | 27                          | przy ul. Lotnisko    | [ 1 ] [ 11 ] |
| V    | 2               | 141             | 37–149                     | 2–4          | 0                        | 157                             | 92                          | przy ul. Szybowcowej | [ 1 ]        |

W ramach realizacji VI i VII etapu osiedla zaplanowano budowę dwóch budynków na planie litery „U”, z lokalami mieszkalnymi i usługowymi. Etap VI obejmuje dziewięciokondygnacyjny budynek o układzie kaskadowym z 178 mieszkaniami o powierzchniach 38–147 m², zaś etap VII to jedenastokondygnacyjny budynek także o układzie tarasowym z 322 mieszkaniami o metrażach 25–149 m², w tym dwupoziomowe apartamenty na 9. piętrze.
Na początku marca 2023 roku na osiedlu działały lokale handlowo-usługowe, m.in. sklep Żabka (ul. Francuska 104, lokal U3), kawiarnia (ul. Francuska 106), firma consultingowa (ul. Francuska 102, lokal U2) czy gabinet ortodontyczny (ul. Francuska 102, lokal U3). Część lokali mieszkalnych na osiedlu przeznaczono także pod najem.
Wierni rzymskokatoliccy z osiedla Francuska Park przynależą do parafii katedralnej Chrystusa Króla w Katowicach.